# Autódromo Ciudad de Paraná
Autódromo Ciudad de Paraná – argentyński tor wyścigowy, położony niedaleko miejscowości Parana, w prowincji Entre Ríos. Oficjalne otwarcie toru miało miejsce 7. grudnia 1969 (poprzedzone pre-inauguracją 21. września 1969).

## Charakterystyka toru
Tor Autódromo Ciudad de Paraná jest najważniejszym torem w prowincji Entre Ríos, obok toru Autódromo Ciudad de Concordia, który jest drugą opcją możliwości organizacji wyścigów na poziomie krajowym i regionalnym. Jest szybkim torem (średnie prędkości przekraczają 170 km/h), na którym pierwszy zakręt zbudowany jest w tym samym stylu co w owalnych torach, w wyniku czego, do drugiego zakrętu dojeżdża się z prędkościami zbliżonymi do 250 km/h.

## Wyścigi odbywające się na torze

### Międzynarodowe
- Południowoamerykańska Formuła 3

### Krajowe
- Argentyńska Formuła Renault
- Abarth Punto Competizione

### Poprzednio
- Fórmula 1 Mecánica Argentina
- Sport Prototipo Argentino
- Copa Mégane
- Fiat Linea Competizione